# 3570 Wuyeesun
3570 Wuyeesun è un asteroide della fascia principale del diametro medio di circa 16,99 km. Scoperto nel 1979, presenta un'orbita caratterizzata da un semiasse maggiore pari a 3,0197638 UA e da un'eccentricità di 0,0892302, inclinata di 11,32787° rispetto all'eclittica.